# Nokia E75
Nokia E75 – smartfon z serii E firmy Nokia. Rozwinięcie modelu Nokia E52. Wyposażony w pełną klawiaturę QWERTY z podświetleniem. Posiada wyświetlacz TFT poziomy o rozdzielczości 320x240 pikseli obsługujący 16 milionów kolorów. Umożliwia dostęp do sieci WLAN za pomocą łącza Wi-Fi (802.11 b/g), z komputerem komunikuje się za pomocą kabla USB lub odbiornika Bluetooth.

## Funkcje
- Działa w sieciach GSM 850/900/1800/1900 MHz, WCDMA 900 i 2100 MHz (3GPP Release 4)
- HSDPA do 3,6 Mb/s
- Pamięć na dane użytkownika o pojemności 50 MB, możliwość powiększenia pamięci za pomocą złącza kart pamięci microSDHC do 16 GB
- system operacyjny: Symbian OS 9.3 (Series 60; s60v3.2 Editon)
- Aplikacja do poczty e-mail na potrzeby poczty prywatnej i służbowej
- Obsługa Microsoft Exchange
- Wybieranie głosowe, polecenia głosowe do korzystania ze skrótów menu
- Blokowanie klawiatury i profilów
- Wiadomości tekstowe SMS i multimedialne MMS (wersja 1.2)
- Bluetooth
- Wi-Fi (802.11a/b/g)

## Inne
- GPS z funkcją AGPS
- osobiste skróty i profile
- budzik, z możliwością ustawienia powtarzalnych alarmów
- odtwarzacz muzyczny obsługujący formaty AAC, eAAC, eAAC+, WMA oraz MP3
- notatnik do robienia krótkich notatek
- klawiatura QWERTY
- kalkulator
- duża liczba darmowych aplikacji zwiększająca funkcjonalność telefonu,
- przelicznik wartości (długość, masa, moc, ciśnienie, temperatura, czas, prędkość, objętość)
- pakiet biurowy umożliwiający odczyt dokumentów tekstowych, arkuszy kalkulacyjnych oraz prezentacji
- czujnik oświetlenia otoczenia sterujący jasnością wyświetlacza
- Flash Lite 3.0
- druga kamera na przedniej części aparatu umożliwiająca prowadzenie wideorozmów
- radio FM (z RDS pobierającym dane o stacjach z internetu; odbiornik FM nie posiada dekodera komunikatów RDS)